# 291e régiment de fusiliers motorisés de la Garde
Pour les articles homonymes, voir 291e régiment.
Le 291e régiment de fusiliers motorisés de la Garde, Ordres d'Alexandre Nevski et de Souvorov, (unité militaire n° 65384) est un régiment des forces terrestres russes.
La formation fait partie du 42e division de fusiliers motorisés de la Garde du Caucase du Nord, depuis 2010 le district militaire sud. Sa garnison permanente est située est le village de Borzoï, en république tchétchène.
Entre 2009 et 2016, l'unité est nommée 17e brigade de fusiliers motorisés de la Garde, Ordres d'Alexandre Nevski et de Souvorov.